# Cervellini fritti impanati
Cervellini fritti impanati è un film del 1996 diretto da Maurizio Zaccaro.
Quarto film del regista milanese Maurizio Zaccaro, è tratto dalla commedia teatrale Scacco pazzo di Vittorio Franceschi. Tanto nella piéce quanto nel film figura come protagonista Alessandro Haber.
Il titolo del film doveva essere inizialmente Testa matta, ma fu cambiato su imposizione del produttore Fulvio Lucisano per richiamare presso il pubblico Pomodori verdi fritti alla fermata del treno di Jon Avnet, uscito cinque anni prima. Il regista rimase sempre critico sulla scelta del titolo, da lui non condivisa.
Le riprese del film vennero effettuate tra il settembre e l'ottobre del 1995, nella laguna di Marano Lagunare.

## Costi e incassi
Il film si rivelò un colossale flop al botteghino: a fronte di un finanziamento statale di 1.189.916€, incassò appena 16.000€ circa.